# 宮崎亜友美
宮崎 亜友美（みやざき あゆみ、1986年2月9日 - ）は、日本の舞台女優。神奈川県出身。テアトル・エコー所属。

## 出演作品

### 舞台
- 本公演・旅公演
  - フレディ
- SIDE B公演
  - カッコーの隠れ家
  - ドラキュラ
  - オーディオドラマライブ
  - 僕の東京日記

外部
- シアタークラシックス
  - 想像の絆
  - ウィークエンドシアター
- 方の会
  - 昭和二十八年―樺太

セブン-SEVEN
タンゴ・冬の終わりに/三上博史主演(アンサンブル)

### 吹き替え
- あなたは私の婿になる
- トイ・ストーリー3
- 塔の上のラプンツェル
- 魔法使いの弟子

ヒアアフター

### ゲーム
- スーパーモンキーボール3DS（アイアイ、ジェット）

龍が如くof the end

### その他
- 泉和洋平『IKIZAMA』PV出演
- NHK高校講座数学I （NHKEテレ、2012年4月 - ）ナレーション